# 국도 제204호선 (중국)
국도 제204호선(중국어: 204国道)은 산둥성 옌타이시와 상하이시를 잇는 총 연장 1,031 km의 거리를 가진 중화인민공화국의 일반 국도이다. 중간 경유지로는 산둥성과 장쑤성을 관통하고 있다.

## 주요 경유지
주요 경로 및 거리는 다음과 같다.
| 주요 경로 및 거리 |           |
| \| 도시 \| 거리 (km) \| \| ----------------- \| --------- \| \| 산둥성 옌타이시 \| 0 \| \| 산둥성 푸산구 \| 13 \| \| 산둥성 치샤시 \| 69 \| \| 산둥성 라이양시 \| 112 \| \| 산둥성 라이시시 \| 136 \| \| 산둥성 지모구 \| 193 \| \| 산둥성 자오저우시 \| 240 \| \| 산둥성 황다오구 \| 287 \| \| 산둥성 둥강구 \| 364 \| \| 산둥성 란산구 \| 미상 \| \| 장쑤성 간위구 \| 438 \| \| 장쑤성 롄윈강시 \| 480 \| \| 장쑤성 관윈현 \| 517 \| \| 장쑤성 샹수이현 \| 552 \| \| 장쑤성 빈하이현 \| 587 \| \| 장쑤성 푸닝현 \| 617 \| \| 장쑤성 옌청시 \| 676 \| \| 장쑤성 둥타이시 \| 744 \| \| 장쑤성 하이안시 \| 789 \| \| 장쑤성 루가오시 \| 813 \| \| 장쑤성 난퉁시 \| 865 \| \| 장쑤성 창수시 \| 926 \| \| 장쑤성 타이창시 \| 978 \| \| 상하이시 자딩구 \| 998 \| \| 상하이시 \| 1031 \| |           |
| 도시 | 거리 (km) |
| 산둥성 옌타이시 | 0         |
| 산둥성 푸산구 | 13        |
| 산둥성 치샤시 | 69        |
| 산둥성 라이양시 | 112       |
| 산둥성 라이시시 | 136       |
| 산둥성 지모구 | 193       |
| 산둥성 자오저우시 | 240       |
| 산둥성 황다오구 | 287       |
| 산둥성 둥강구 | 364       |
| 산둥성 란산구 | 미상      |
| 장쑤성 간위구 | 438       |
| 장쑤성 롄윈강시 | 480       |
| 장쑤성 관윈현 | 517       |
| 장쑤성 샹수이현 | 552       |
| 장쑤성 빈하이현 | 587       |
| 장쑤성 푸닝현 | 617       |
| 장쑤성 옌청시 | 676       |
| 장쑤성 둥타이시 | 744       |
| 장쑤성 하이안시 | 789       |
| 장쑤성 루가오시 | 813       |
| 장쑤성 난퉁시 | 865       |
| 장쑤성 창수시 | 926       |
| 장쑤성 타이창시 | 978       |
| 상하이시 자딩구 | 998       |
| 상하이시 | 1031      |

## 같이 보기
- 중화인민공화국의 일반 국도